# Apollinaris von Laodicea
Apollinaris von Laodicea der Jüngere (auch Apollinar oder Apollinarios genannt, bei den lateinischen Autoren: Apollinarius; * um 315 in Laodikeia; † um 390 in Antiochien) war Bischof von Laodikeia (Latakia, latinisiert Laodicea) in Syrien und der Begründer des Apollinarismus.

## Leben und Lehre
Apollinaris war Lektor in der Kirche von Laodikeia, als er um 361 von der nizänischen Gemeinde zum Bischof gewählt wurde.
Im arianischen Streit unterstützte er die nizänische Partei, die sich gegen den Arianismus wandte. Als er dem damals exilierten Athanasius von Alexandria Gastfreundschaft gewährte, wurde er vom arianischen Gegenbischof Georg von Laodicea exkommuniziert.
Apollinarios verteidigte in seinen Schriften das Christentum gegen den neuplatonischen Philosophen Porphyrios und gegen den römischen Kaiser Julian, der vom Christentum abgefallen war. Er war mit Athanasius von Alexandria befreundet, stand mit Basilius von Caesarea im Briefwechsel und hatte 373 oder 374 Hieronymus unter seinen Schülern.
In seinen Schriften bewies er seine umfassende philosophische Bildung, z. B. schrieb er einen großen Teil der Bibel neu in klassisch-griechischer Form.
Apollinarios wich von der nizänischen Lehre ab in seinem Monophysitismus, wonach die Gottheit und Menschlichkeit nicht in einer Person, Jesus Christus, vereint sein könnten. Er lehrte, Christus hätte keine menschliche Seele besessen, sondern wäre aus dem göttlichen Logos und damit – analog zum damaligen Leib-Seele-Dualismus – auch fleischlich rein göttlich zusammengesetzt gewesen. In dieser Auffassung lag das Vorspiel zum großen christologischen Streit der Alten Kirche, der erst 451 mit dem Konzil von Chalcedon im Sinne der Zwei-Naturen-Lehre entschieden wurde.
Nach seiner mehrfachen Verurteilung durch Synoden der Kirche (375 und 382 in Rom, 378 in Antiochia, 381 in Konstantinopel) wurden seine Schriften unter fremden Namen veröffentlicht. Unter dem Namen des verehrten Athanasius gelangten sie auch zu Kyrill von Alexandrien, der unwissentlich aus ihnen zitierte und gegen die antiochenische Zwei-Naturen-Lehre Wendungen entnahm wie "eine fleischgewordene Natur des Gott-Logos".